# Ирбитская ярмарка

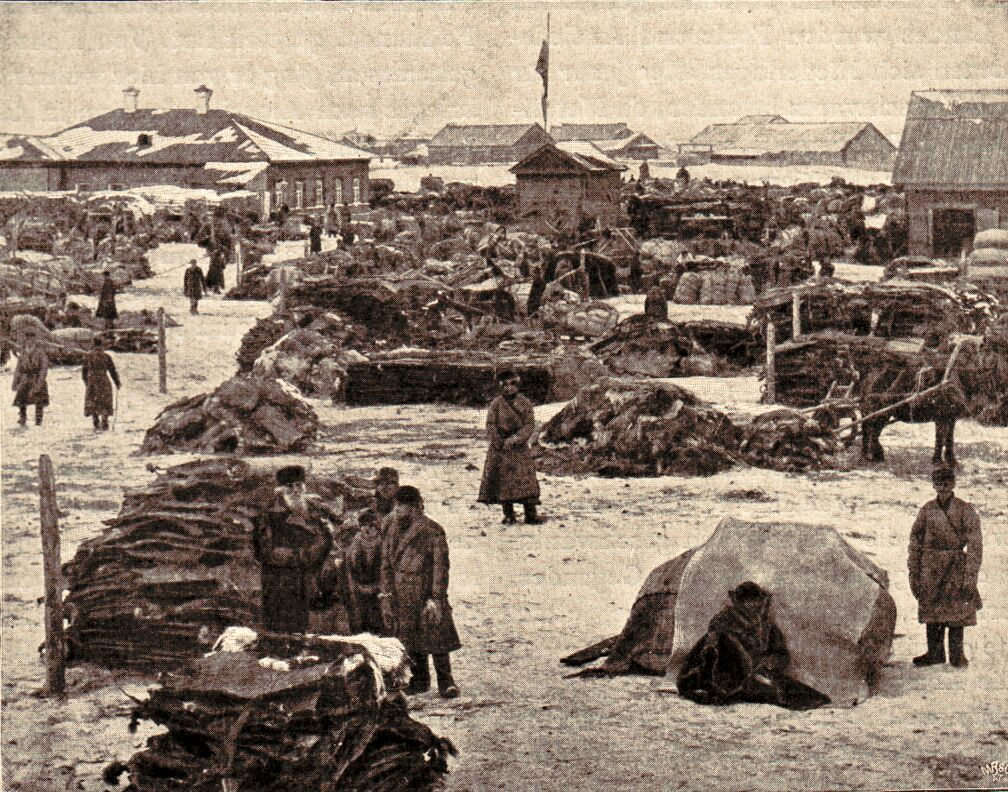
Рынок пушнины в Ирбите (Ирбитская ярмарка), 1900 год.

Ирби́тская ярмарка — одна из крупнейших ярмарок дореволюционной России, проводившаяся один раз в год в Ирбите.

## История
Возникла в 1680-х годах в Ирбитской слободе. До строительства Сибирской железной дороги играла важную роль во внутренней торговле. В Ирбите встречались товары из Сибири (пушнина), Китая (чай и шёлк, ткани), Средней Азии (мерлушка), Москвы (мануфактура, серебряные и золотые изделия), с Урала (металл и изделия из него) и Архангельска. Вторая по объёму торговых операций после Нижегородской ярмарки. Во время проведения ярмарки население Ирбита многократно увеличивалось. Только во время проведения ярмарки в городе действовали ярмарочные театр и цирк, издавалась газета «Ирбитский ярмарочный листок».
Основным промыслом местных жителей во время проведения ярмарки были: сдача жилых и складских помещений, извоз и проституция.
С начала 1890-х годов на Ирбитской ярмарке распространилась торговля по образцам, и ярмарка выполняла функции товарной биржи.
После Октябрьской революции проводилась ежегодно в период НЭПа в 1922—1929 годы.
Вновь Ирбитская ярмарка появилась в 2002 году и относится к событиям, привлекающим туристов.

## Время проведения
Изначально на праздник Богоявления 6 января, затем 18 — 26 января. В 1740-е годы ярмарка начиналась 27 января, а закрывалась с началом Масленицы (в 10-х числах февраля). В начале XIX века срок был установлен с 10 февраля по 10 марта, в 1860-х годах — с 1 февраля по 1 марта, в конце XIX века — с 25 января по 1 марта. В наши дни проводится в августе.

## Цитаты
Ирбит — большое село в обыкновенное время — теперь превратился в какой-то лагерь, в котором сходились представители всевозможных государств, народностей, языков и вероисповеданий. Это было настоящее ярмарочное море, в котором тонул всякий, кто попадал сюда. Жажда наживы согнала людей со всех сторон, и эта разноязычная и разноплеменная толпа отлично умела понять взаимные интересы, нужды и потребности…
Д. Н. Мамин-Сибиряк. Приваловские миллионы.